# 坂戸郵便局
坂戸郵便局（さかどゆうびんきょく）は埼玉県坂戸市にある郵便局。民営化前の分類では集配普通郵便局であった。

## 概要
住所：〒350-0299 埼玉県坂戸市千代田2-5-15

## 沿革
- 1874年（明治7年）1月2日 - 坂戸郵便取扱所として開設[1]。
- 1875年（明治8年）1月1日 - 坂戸郵便局（五等）となる。
- 1885年（明治18年）10月1日 - 貯金取扱を開始。
- 1893年（明治26年）4月1日 - 為替取扱を開始。
- 1967年（昭和42年）2月21日 - 電話交換および和文電報配達業務を坂戸電報電話局に移管[2]。
- 1968年（昭和43年）5月6日 - 特定郵便局から普通郵便局に局種別改定。
- 1983年（昭和58年）8月8日 - 坂戸市仲町から同市千代田二丁目に移転。
- 1996年（平成8年）7月1日 - 外国通貨の両替および旅行小切手の売買に関する業務取扱を開始。
- 2007年（平成19年）10月1日 - 民営化に伴い、併設された郵便事業坂戸支店に一部業務を移管。
- 2012年（平成24年）10月1日 - 日本郵便株式会社の発足に伴い、郵便事業坂戸支店を坂戸郵便局に統合。

## 取扱内容
- 郵便、印紙、ゆうパック、内容証明
- 貯金、為替、振替、振込、国際送金、外貨両替・トラベラーズチェック、国債、投資信託
- 生命保険、バイク自賠責保険、自動車保険、変額年金保険
- ゆうちょ銀行ATM
- 坂戸市内および鶴ヶ島市内の集配業務
- ゆうゆう窓口

## 周辺
- 坂戸市役所
- 女子栄養大学 坂戸キャンパス
- 筑波大学附属坂戸高等学校
- 山村国際高等学校
- 国道407号

## アクセス
- 東武東上線・越生線 坂戸駅から徒歩約18分
- 坂戸市内循環バス 坂戸市役所停留所下車
- 関越自動車道 鶴ヶ島ICから北東へ約1.5km
- 駐車場あり：29台